# 潮州市职业技术学校
潮州市职业技术学校，是位于中國广东省潮州市的一所职业中学，创办于1950年6月1日，简称“百花台”或“枫洋”（潮州民间对该校的称呼），前身是“潮州农业学校”和“潮州市百花台职业中学”。学校占地面积250亩，建筑面积7.2万平方米，实训设施3,000台（套），在校生近4,000人，是潮州市面积最大的学校，现由潮州市教育局直属。
潮州市职业技术学校现任校长为许旭文，于2015年就任校长，之前他是潮州市高级技工学校的校长。

## 历史

### 农业学校（1950-2006）
潮州市职业技术学校的成立可追溯于1950年6月1日成立的“潮州农业学校”，初名“广东省潮汕农林干部学校”，校址设在惠来县葵潭镇葵峰农场。1952年9月1日迁往潮安县（现潮安区）古巷镇枫洋村大夫第，改名“广东省潮汕高级农业技术学校”。1953年迁往枫洋村洋铁岭山麓（即现在的校址），改名“广东省潮安农业学校”。
1958年9月1日，潮安农业学校升格为大专学院，是为“华南农学院汕头分院”，同时保留“广东省潮安农业学校”牌匾。1962年8月1日，华南农学院汕头分院被停办，继续使用“广东省潮安农业学校”的校名，该校以农业教育为主。
1968年10月1日，因毛泽东政府发动文化大革命，潮安农业学校被改名为“潮安县五七干校”，前者名存实亡，直至1972年恢复办学并改名“汕头地区农业学校”。
1992年，因汕头地区一分为三（即汕头市、潮州市、揭阳市），潮州市（县级市）已于同年升格为地级市，汕头地区农业学校划归潮州市管理。1993年3月1日，改名为“广东省潮州农业学校”，同年6月1日归属潮州市农业局管理。

### 百花台职业中学（1983-2006）
1983年9月1日，潮州市职业技术学校创办，时称“潮州市百花台职业中学”，校址设于中山路官诰巷。
2000年，由于“普通高中热”不断升温，潮州市百花台职业中学每年的招生数不足130人，职业教育备受冷落。就在这时，张森镇担任了该校校长，且一直担任至今，使得招生人数开始上升。
2002年，经广东省教育厅的批准，在潮州市职业技术学校设立六大门类专业技能课潮州的程证书“考证点”，负责潮州市“3+证书”高职高考的考证工作。
2004年，潮州市百花台职业中学易名为“潮州市职业技术学校”。

### 两校合并（2006-）
2006年，为彻底解决办学场地不足的问题和盘活当地中等职业技术教育的资源，潮州市当局决定在位于潮安县（现潮安区）古巷镇枫洋村的潮州农业学校校址进行扩建。枫洋新校区建设工程被潮州市人民政府列为潮州市重点工程建设项目。2009年9月17日，时任潮州市市长汤锡坤（后于2015年10月29日落马，并于次年被双开。）前往枫洋新校区建设工地视察，并要求全力加快新校区的建设进度。
2009年，更换新式校徽、校服。同年潮州市公共汽车有限公司（现被潮州市粤运公共汽车有限公司收购）开通13路公交线路（现为113路），并将枫洋校区（潮州公交仍称之“枫洋农校”）作为13路的起/终点站。
2011年8月，枫洋校区建成并投入使用，使得潮州市职业技术学校拥有两个校区。但枫洋校区仍挂出“广东省潮州农业学校”的牌子，与“广东省潮州市职业技术学校”的牌子并挂。官诰巷校区也是如此，同时挂出“广东省潮州市旅游职业技术学校”牌子。
2015年5月4日，学校在现有校徽图案的基础上，增加了一层蓝色大圆圈，大圆圈内书写校名。
2015年8月1日，潮州市职业技术学校旗下的官诰巷（市区）校区被移交到虹桥职业技术学校。8月20日，许旭文（原潮州市高级技工学校校长）上台就任潮州市职业技术学校校长。

## 现况
潮州市职业技术学校位于潮州市潮安区古巷镇枫洋村，占地面积为468.4亩，教职工共221人，学生共4500多人。有配套的师生宿舍、食堂等生活设施。
潮州市职业技术学校自2000年张森镇上台后，学校的发展速度步伐加快，招生人数不断飙升。加上2011年枫洋新校区的建立，使得该校的占地面积、师生人数增加了原来的两倍。2015年在许旭文成为校长之后，学校除了加强教育改革力度外，对校园原来的环境设施、硬件设备大力升级改造，引入新的设施（例如门禁设备、食堂刷卡支付等），并且清除校园内长期遗留的杂草、卫生死角、安全隐患，校园面貌再度焕然一新。
现在，潮州市职业技术学校是潮州市职业教育的龙头，并辐射了整个粤东地区。

## 开设专业
服装设计与工艺、社会文化艺术、美术设计与制作、中餐烹饪与营养膳食（潮州菜方向）、商务英语、旅游服务与管理（导游方向）、电子商务、计算机平面设计、会计电算化（投资理财方向）、计算机应用、电子与信息技术（物联网技术方向）、汽车运用与维修、数控技术应用、机电技术应用（机器人应用方向）

## 文体生活
潮州市职业技术学校的校园生活丰富多彩。在每年的5月4日青年节前夕举办一场“五四”文艺汇演以及校园十大歌手比赛。该校的健美操队都参加两年一度的潮州市中小学、幼儿园健美操大赛。以及社团的联合活动。体育比赛也是如此，例如举办三人篮球赛等。在每年10月，该校的高一级新生参加军训，为期一周，教官则来自中国人民解放军广州军区驻潮州市某部队或武警潮州支队。每年的3月12日植树节，该校的共青团团员积极参加植树活动。

### 社团活动
学校现有30个学生社团组织，学生会“社团部”负责该校的社团活动事务，每年各社团在9月或10月任意一日举办大型的社团活动。
跆拳道协会、吉他社、广播站、舞狮队、潮州大锣鼓乐团、BHT曳步舞社、极限健身社、轮滑社、青年志愿者协会、散打社、双截棍社、街舞社、Soulkey动漫社、音乐社、羽毛球协会、礼仪队、乒乓球社、职青篮球社、霓裳服装社、美妆协会、航模协会、散打社、舞蹈队、健美操协会、男子篮球队、摄影协会、陶艺社、美术协会、汉兴协会、绿园社

## 相册

### 建筑

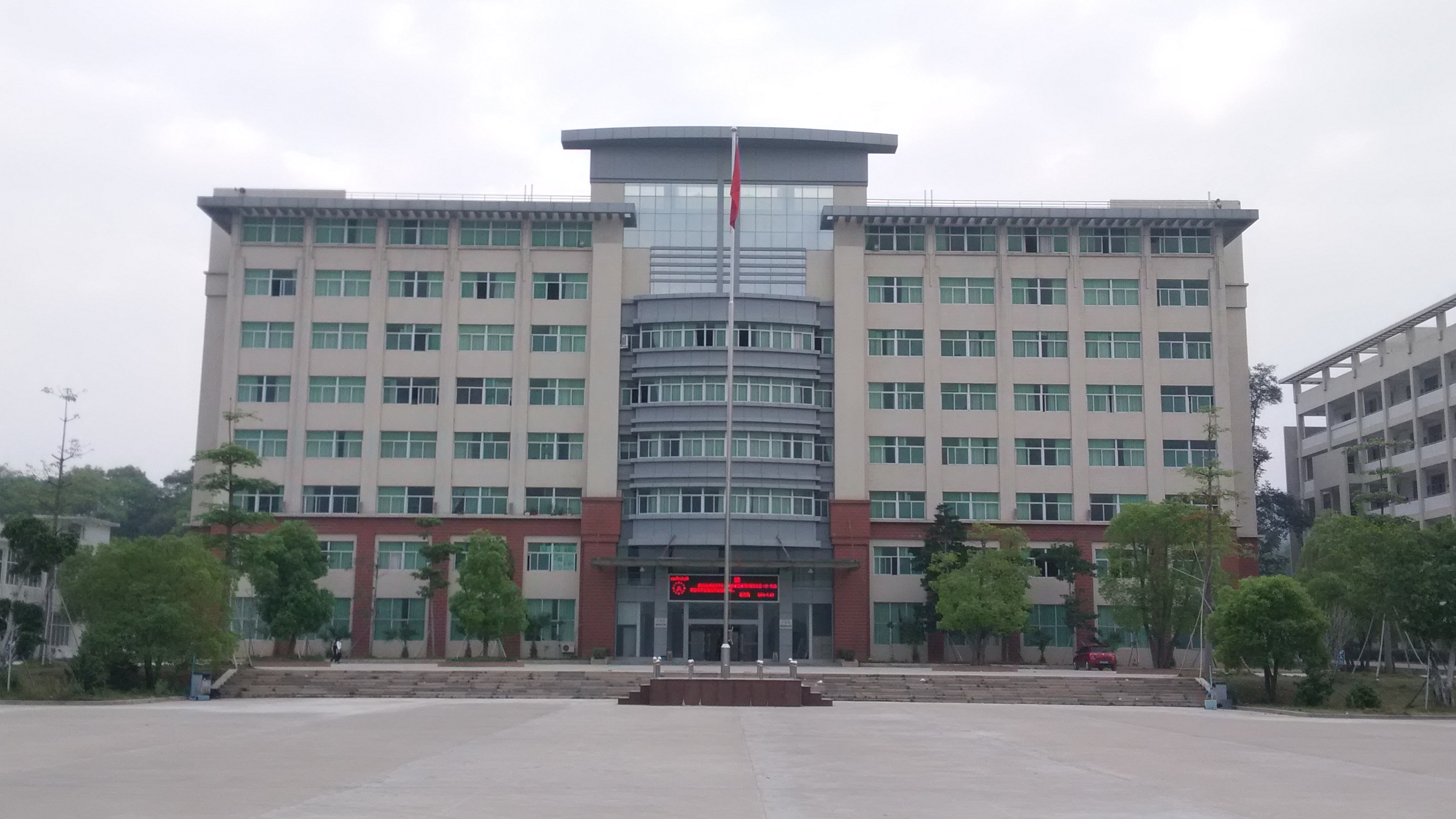
综合楼
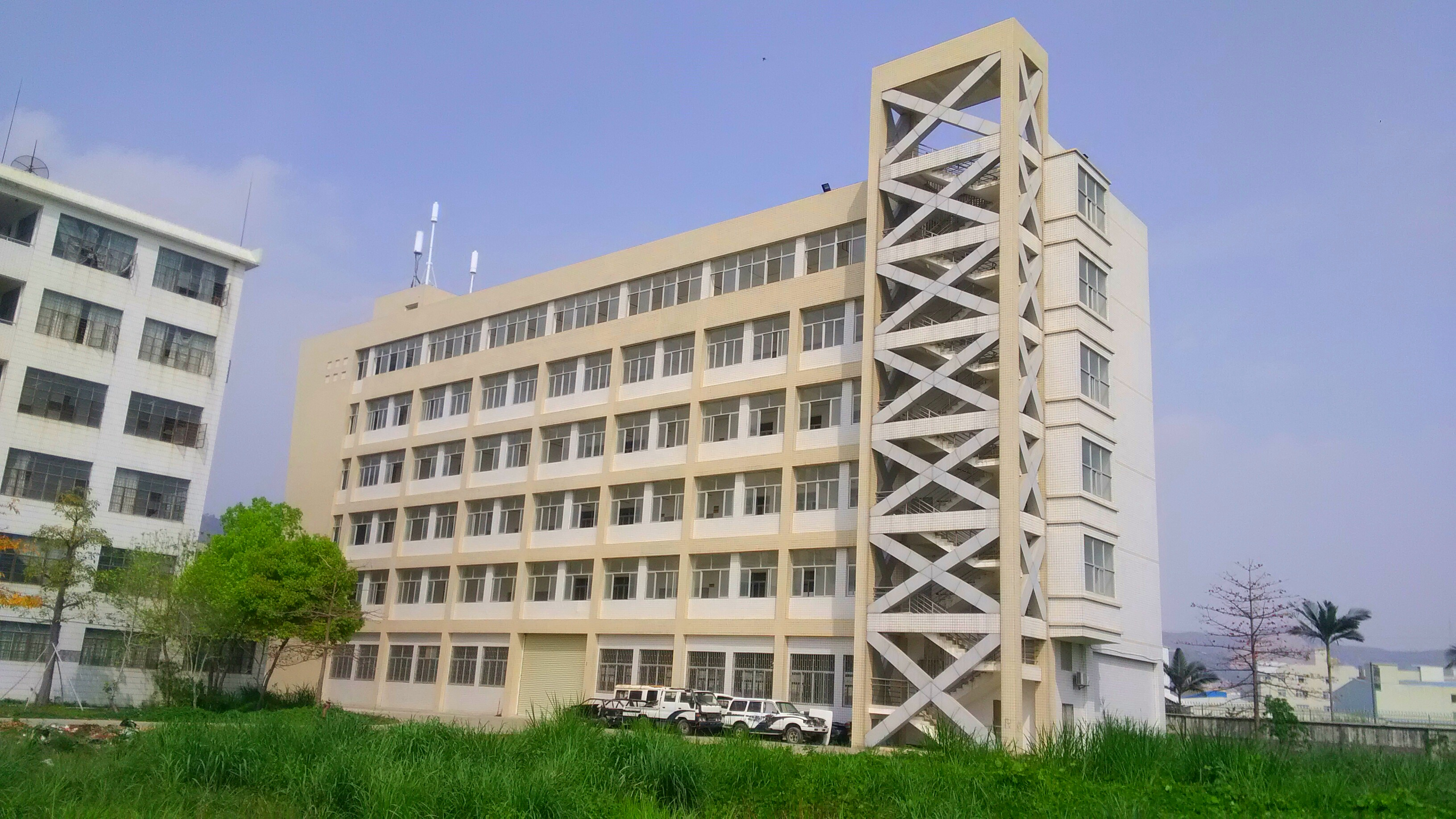
实训楼
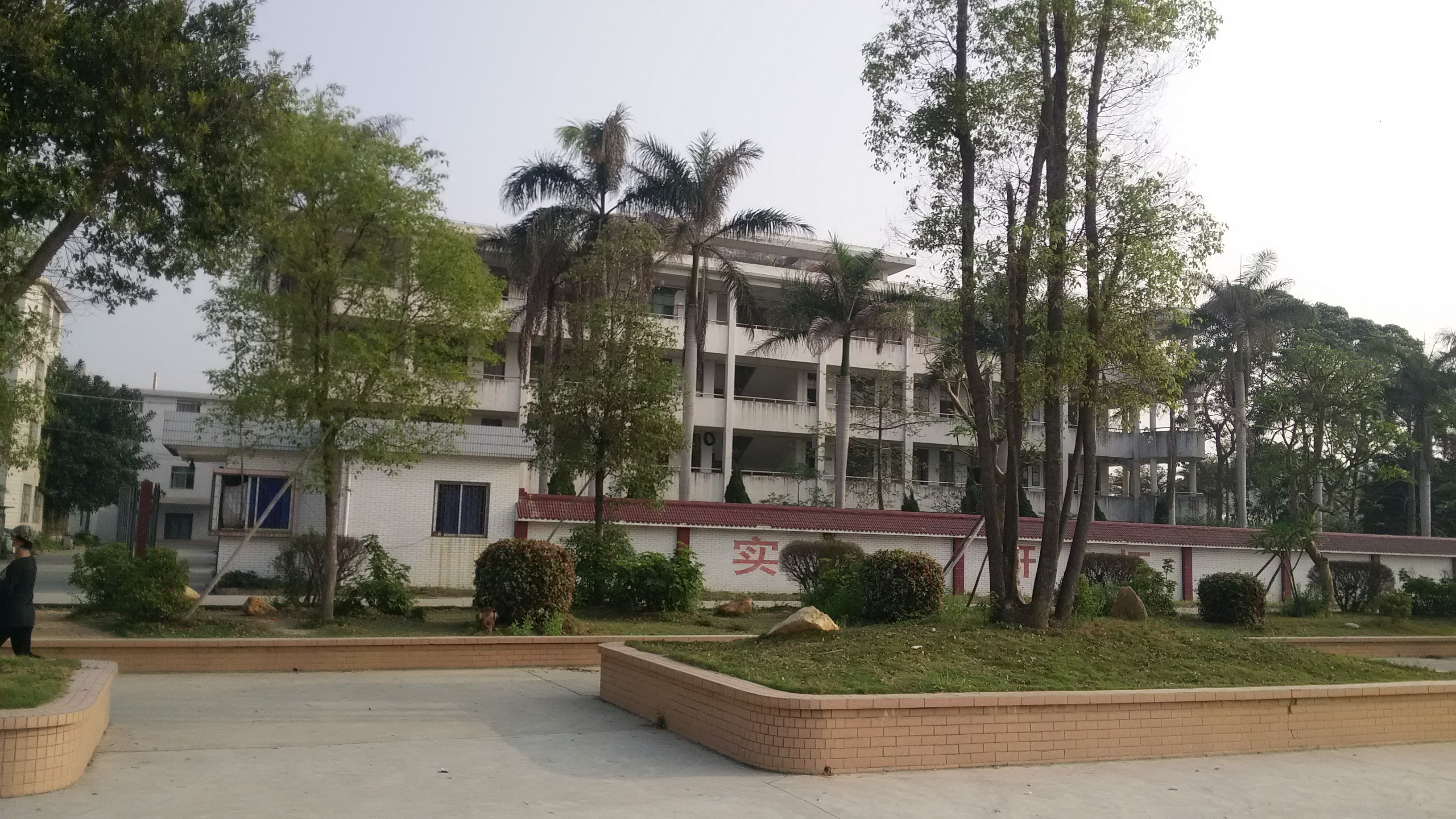
旧教学楼
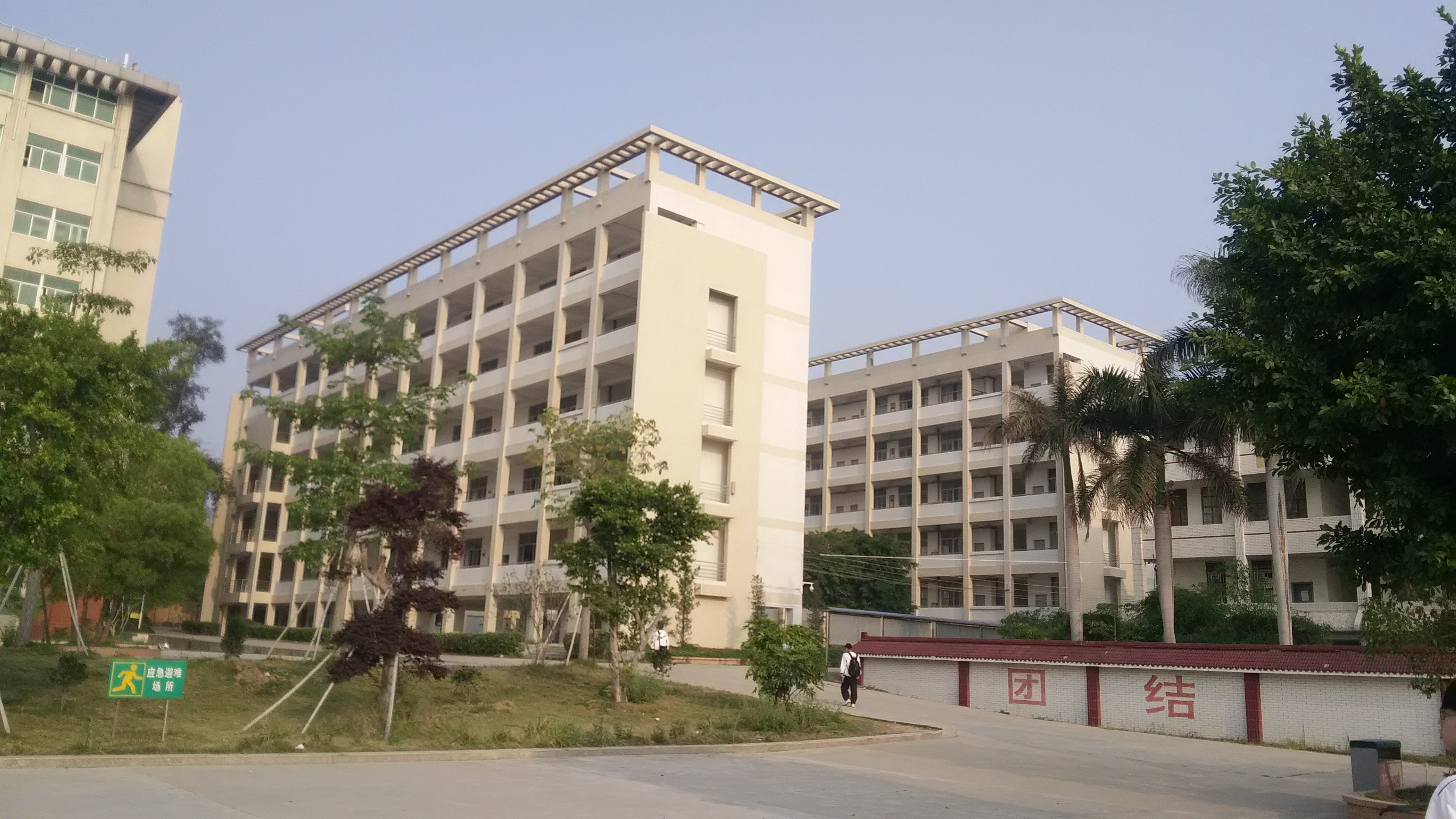
新教学楼
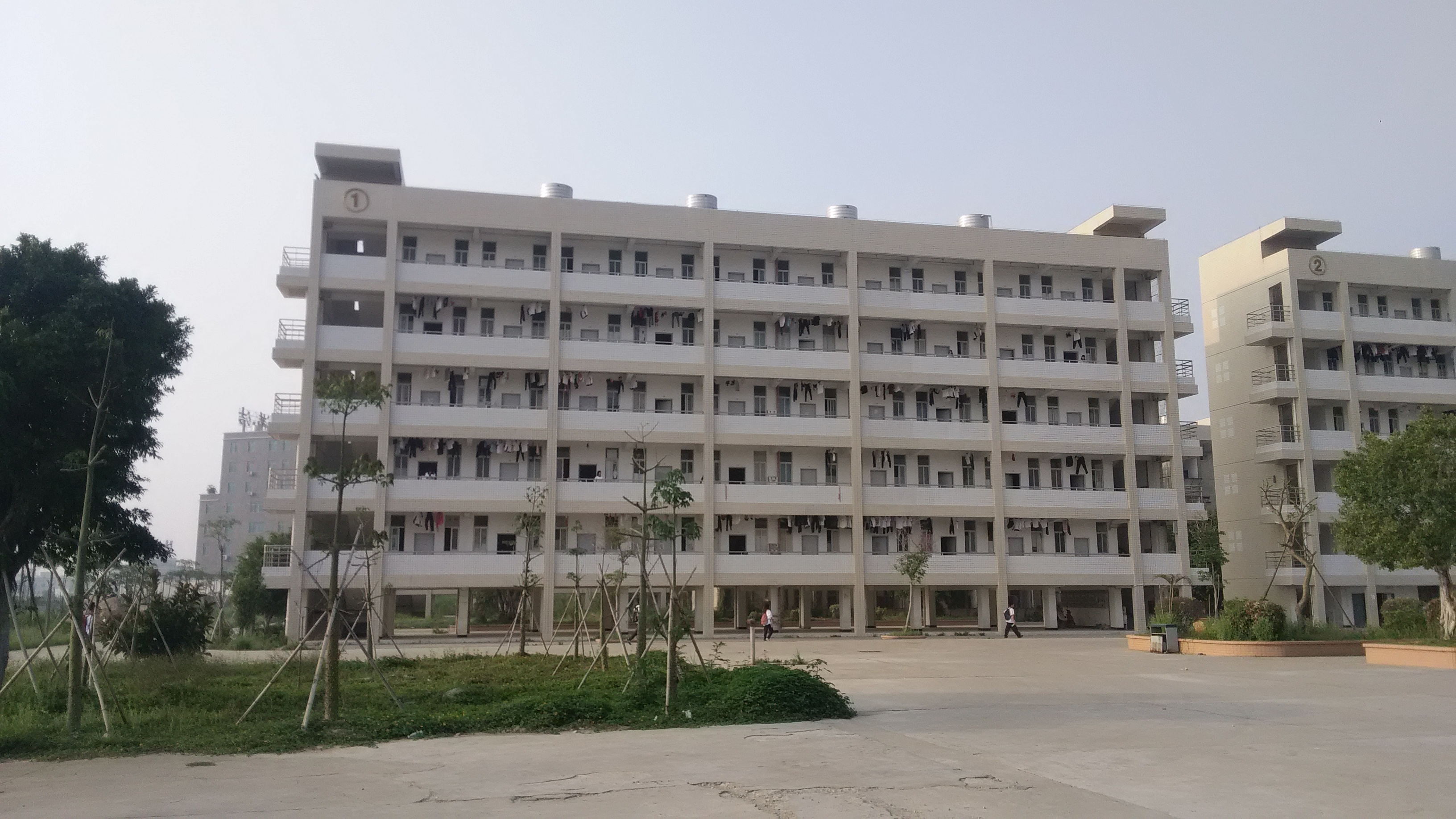
学生宿舍
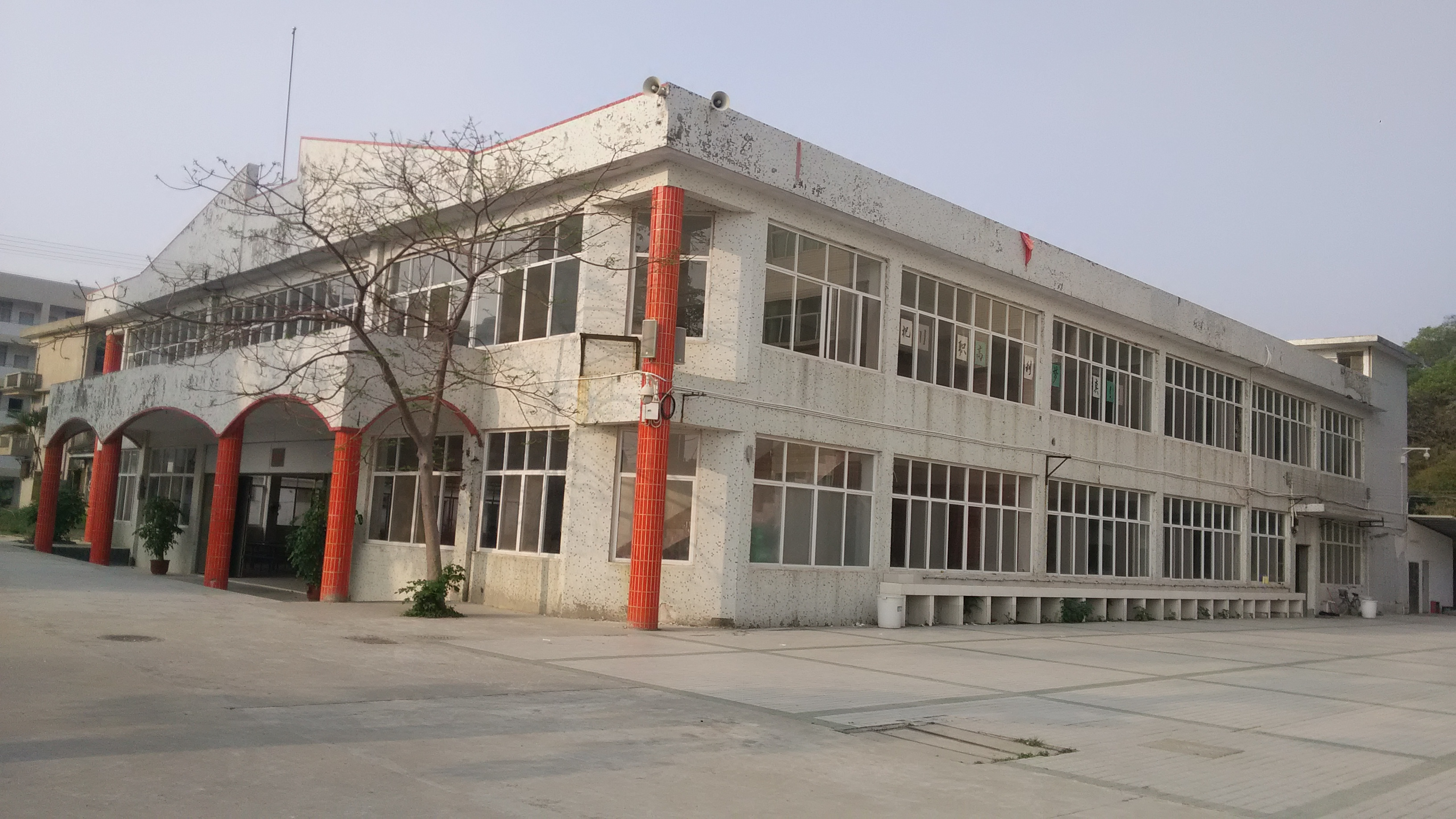
食堂
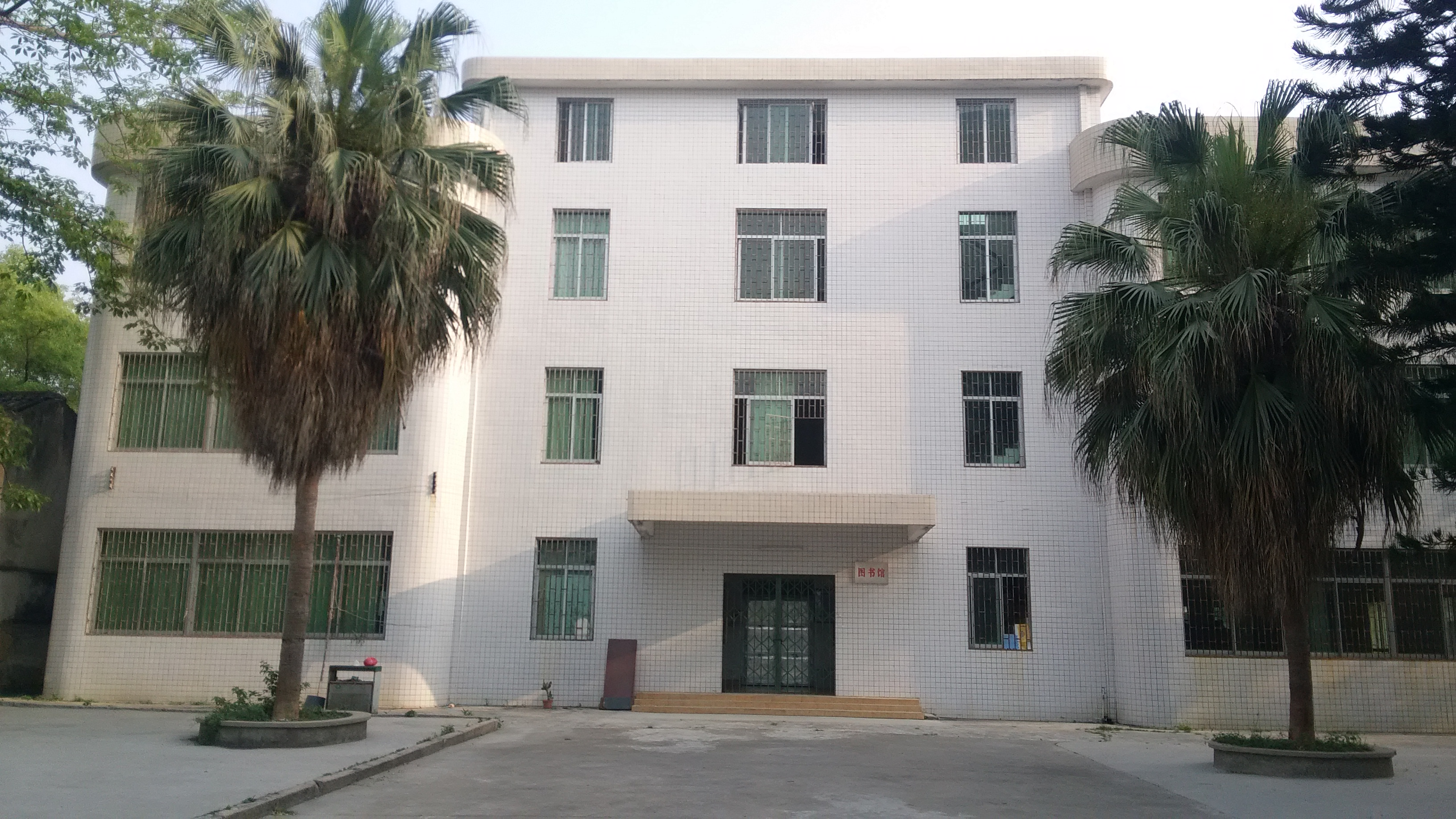
图书馆
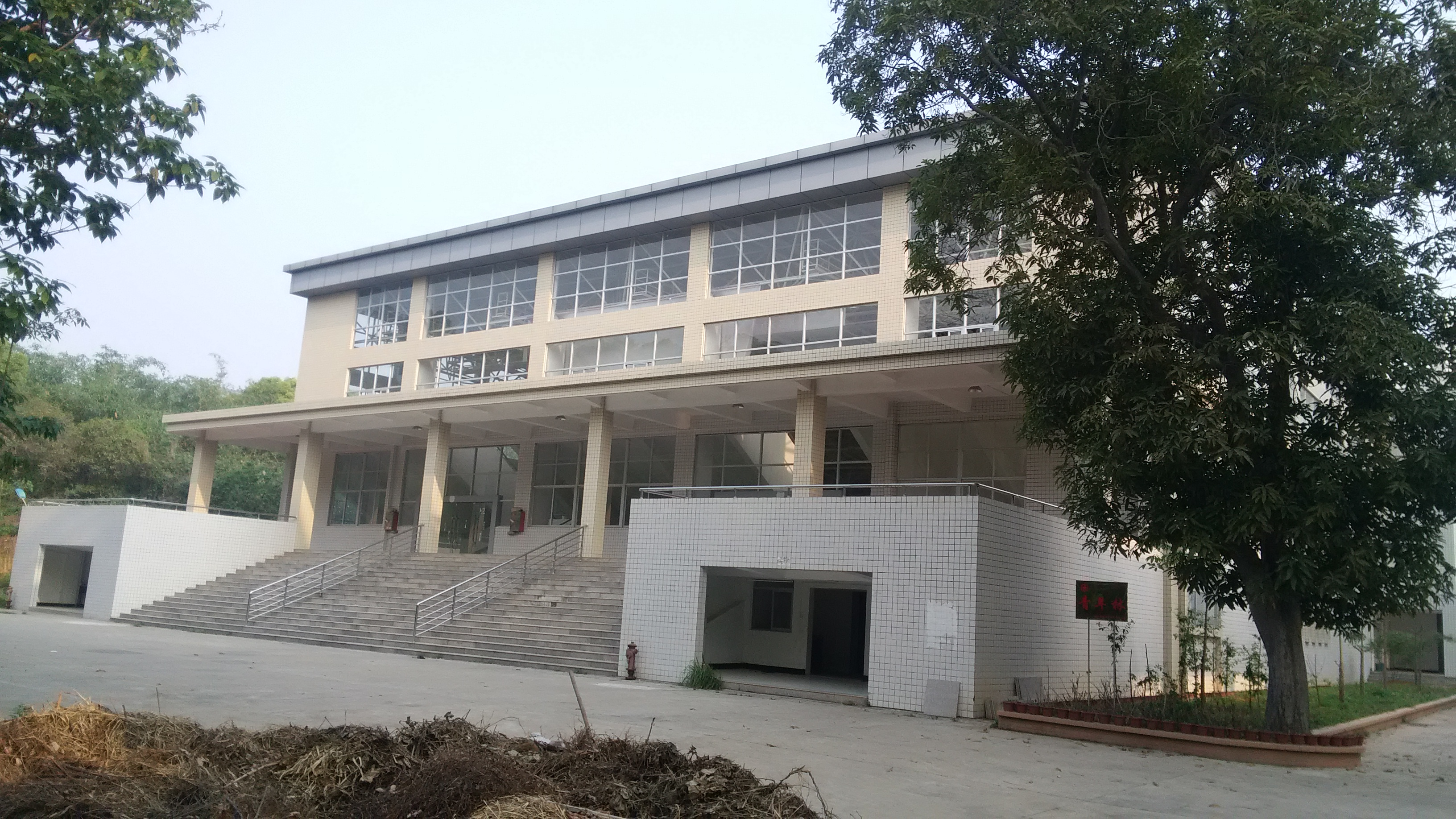
体育馆
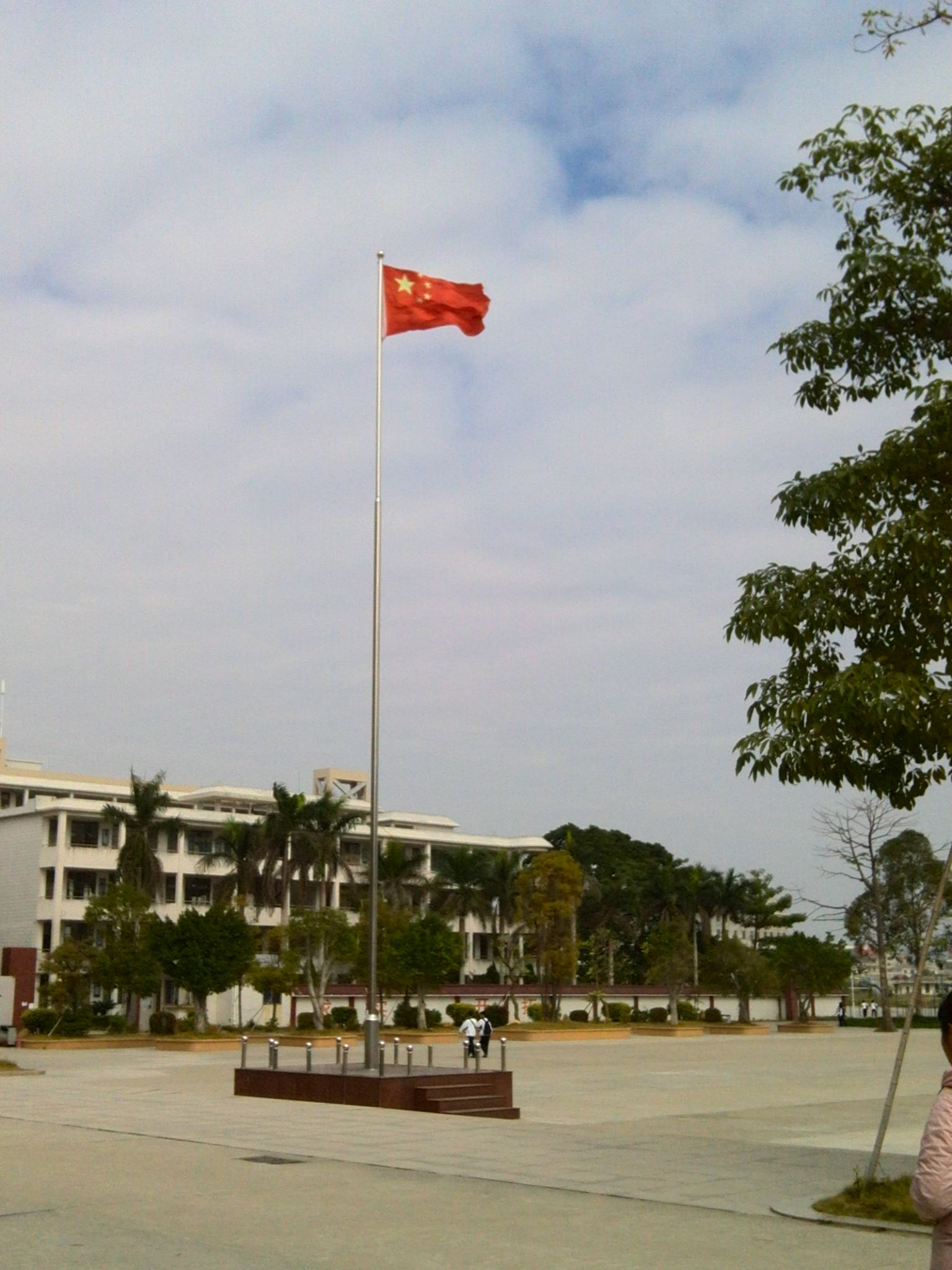
升旗台
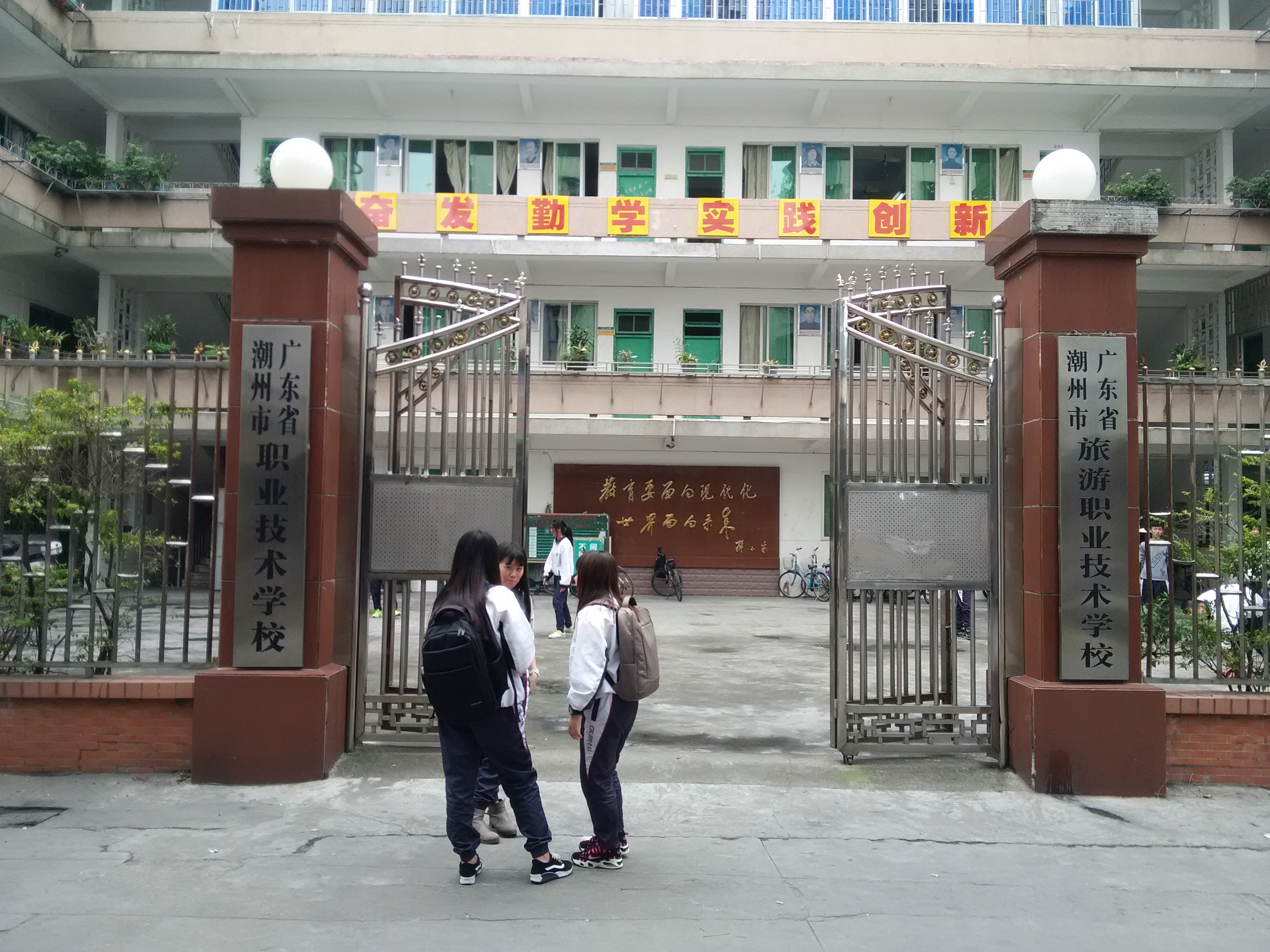
原官诰巷校区的校门。由这张图片可以看出，校门除了在左侧挂出自己的牌子外，右侧挂出“广东省潮州市旅游职业技术学校”的牌子。现该校区已移交给虹桥职业技术学校使用。

### 设施

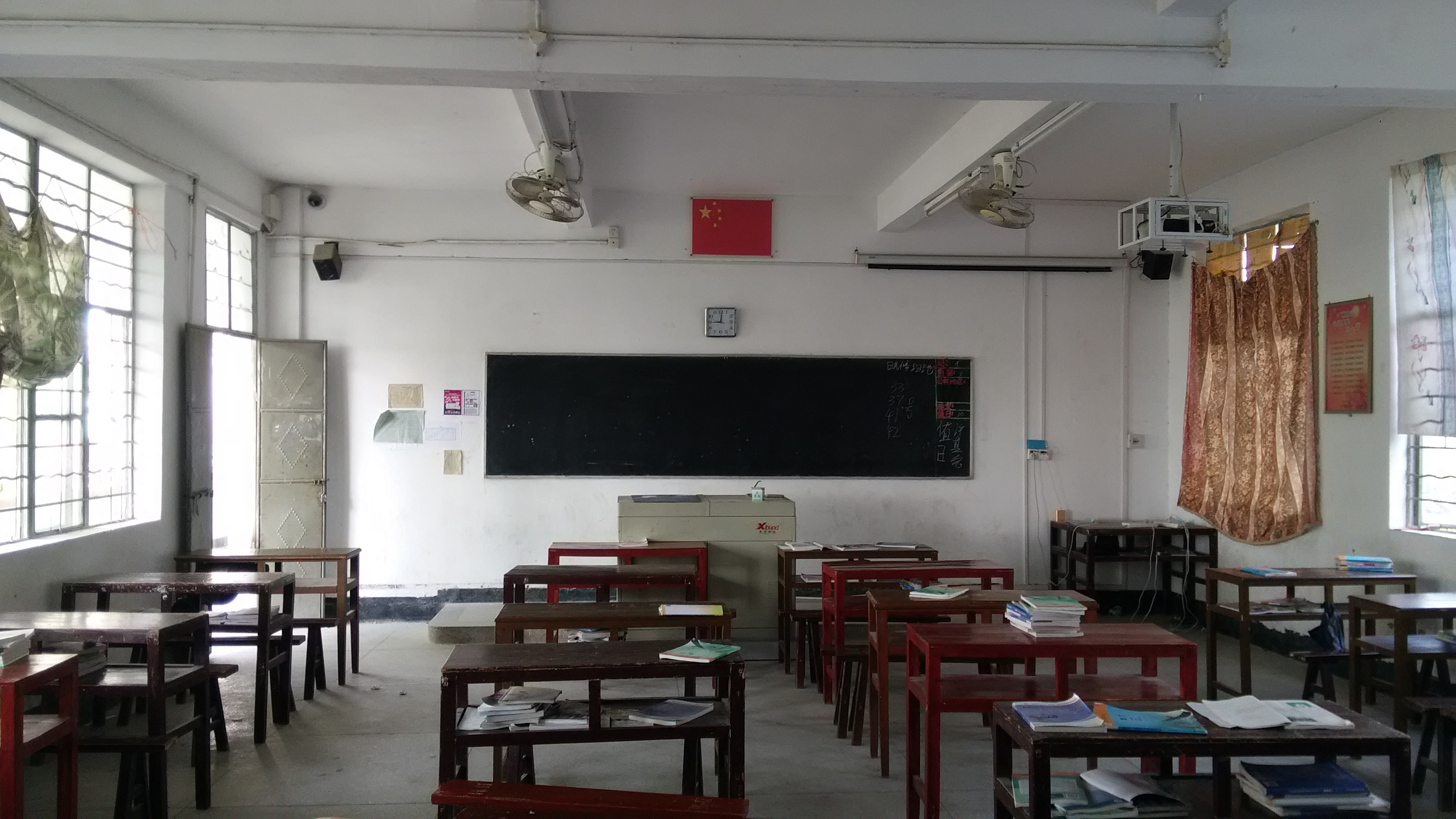
教室
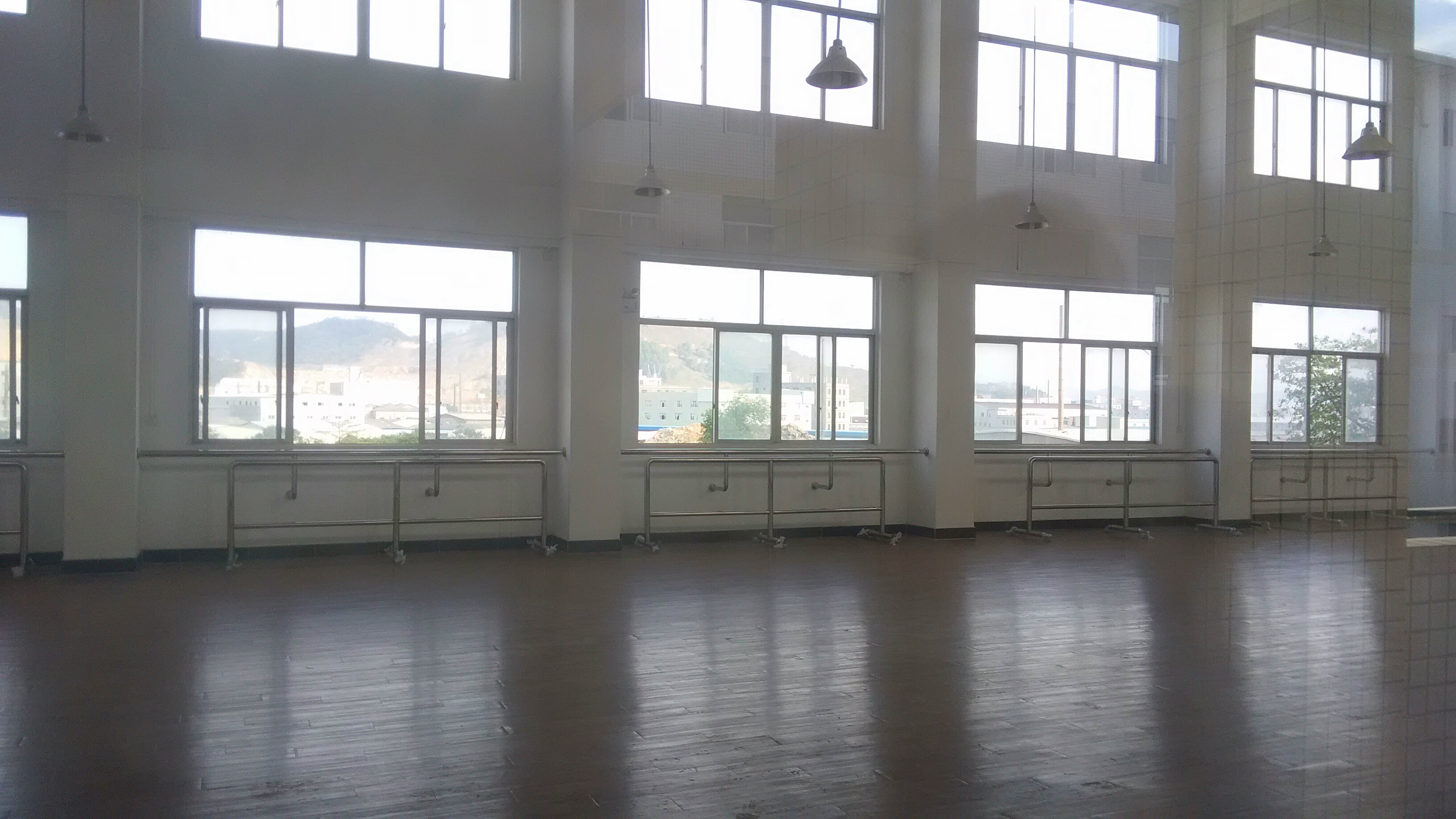
多功能厅
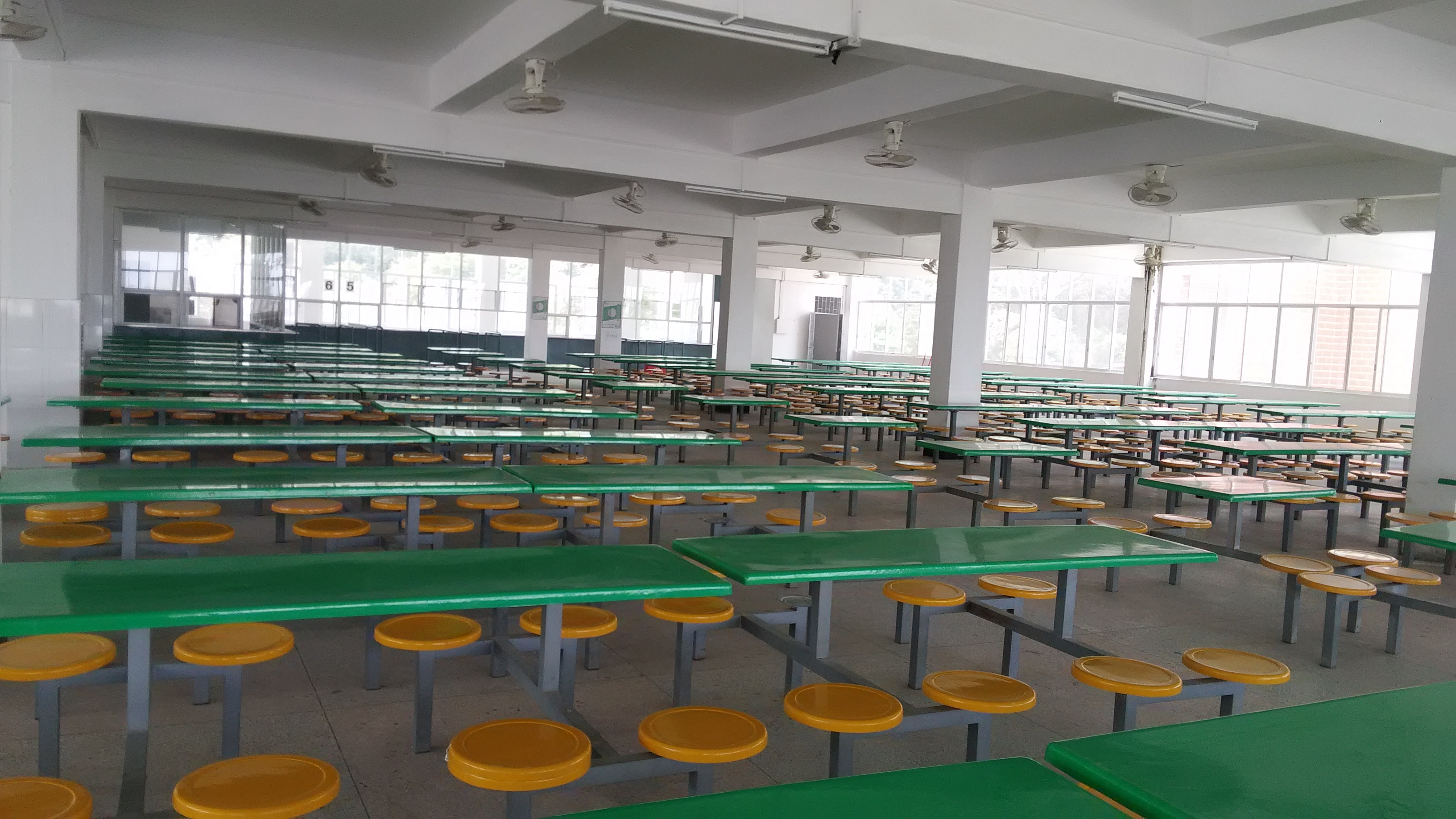
食堂第二层
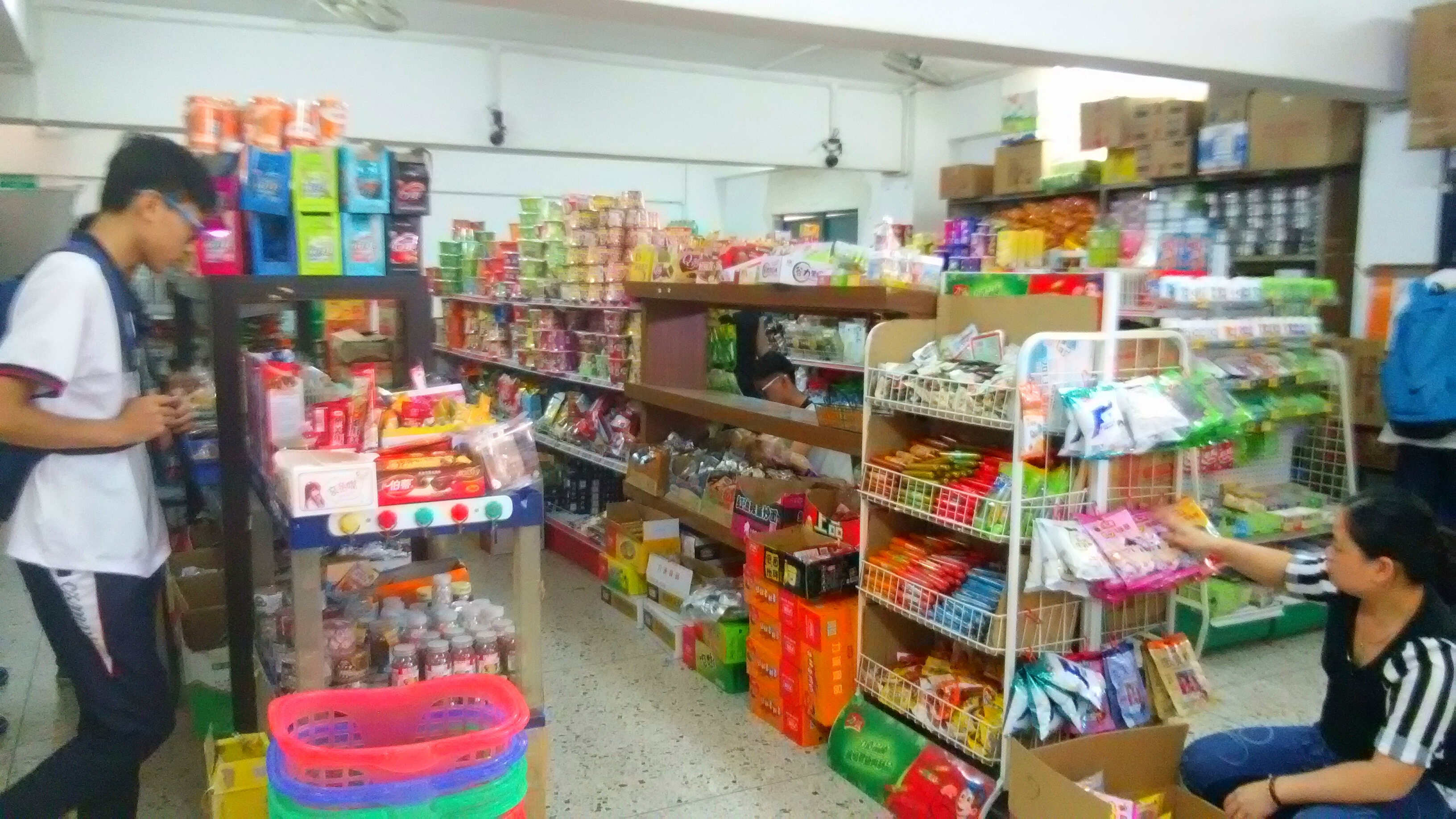
小卖部

### 活动

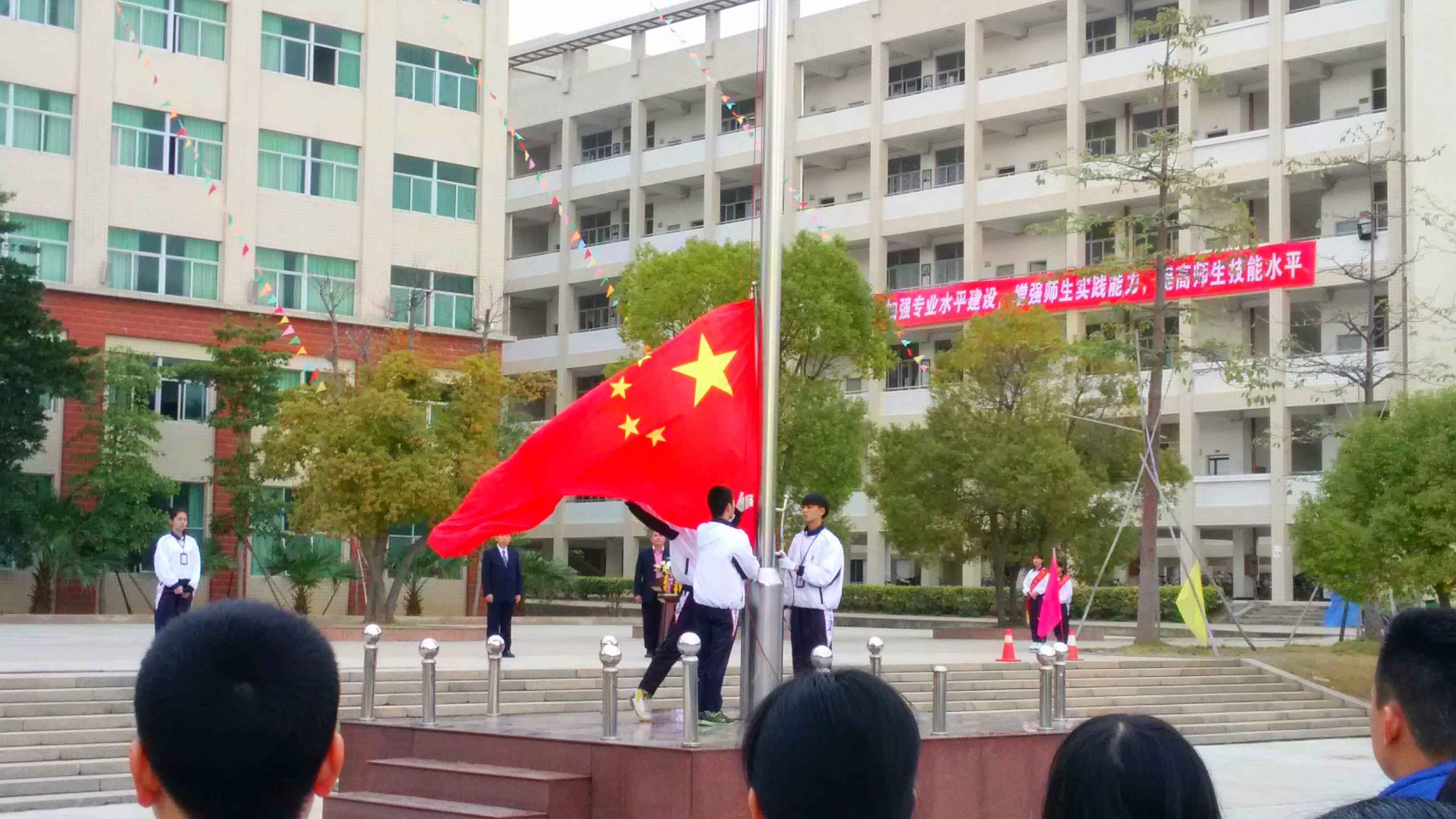
2015.12.07 校庆活动
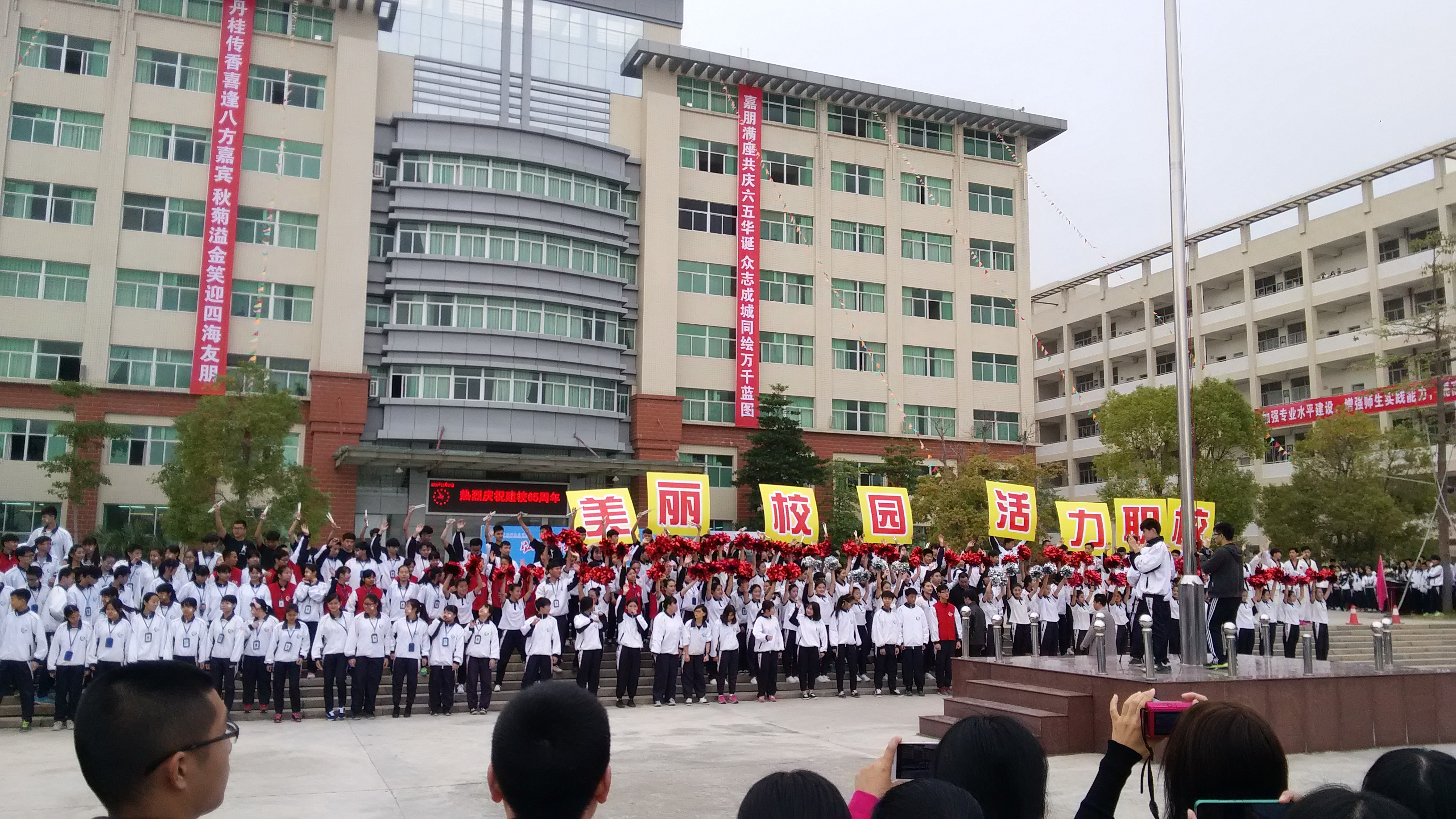
2015.12.07 校庆活动
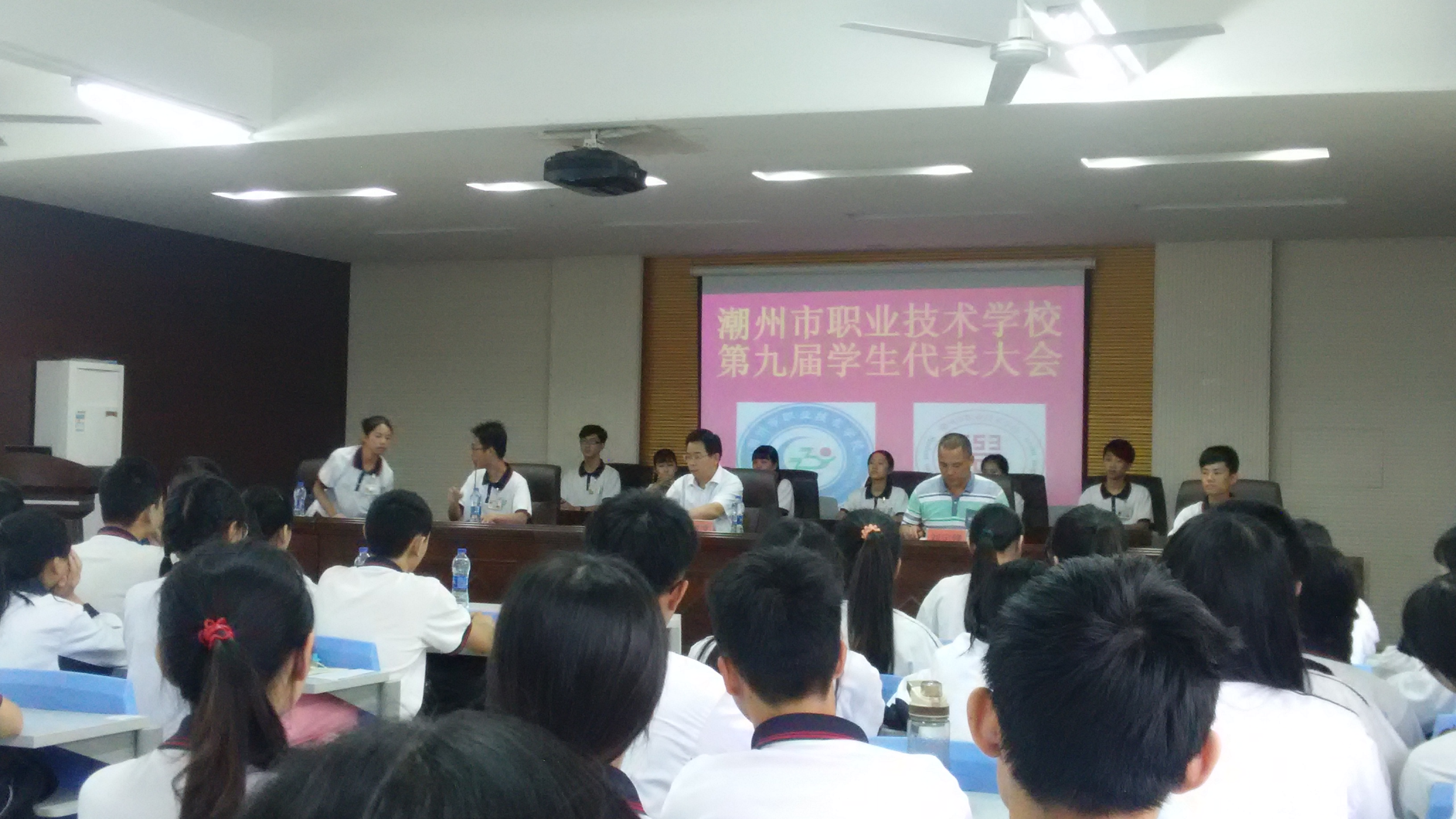
2015.10.15 学生代表大会

## 交通
- 潮州市区公交113路（枫洋农校-恒大城）